# Inés Córdova
Inés Córdova Suárez (Potosí, 1927-La Paz, 19 de mayo de 2010) fue una artista plástica boliviana.

## Biografía
Estudió en la Academia Nacional de Bellas Artes Hernando Siles de La Paz. Vivió en la ciudad de La Paz en el barrio de Sopocachi.
En el mes de abril del año 2017, Gil Imaná dona todo su patrimonio a la Fundación Cultural del Banco Central de Bolivia (FCBCB) todo su patrimonio artístico, que incluye un inmueble ubicado en el barrio de Sopocachi de la ciudad de La Paz (calle Aspiazu y 20 de Octubre) y varias colecciones que suman aproximadamente seis mil piezas. Una mitad corresponde a la obra en cerámica, escultura y pintura de Inés Córdova, su esposa, y del propio Gil Imaná; y la otra, pertenece a colecciones de pintura contemporánea de creadores bolivianos y latinoamericanos, objetos coloniales, cerámicas y tejidos andinos prehispánicos.
El artista Gil Imaná confirmó la muerte de Inés Córdova, que fue su esposa durante 46 años, el 19 de mayo de 2010 en la ciudad de La Paz.

"El país pierde a una artista; yo pierdo a mi compañera"
Gil Imaná

## Murales
- 1965, Mural en cerámica, Facultad de Ingeniería de la UMSA (junto a Gil Imaná).
- 1981, Tránsito en el tiempo, Mutual ‘La Primera’.
- 1985, Telúrica americana, panel mural enriquecido con textiles en la sede de la O.E.A., en Washington, EE. UU.

## Premios y distinciones
- 1973, Segundo Premio en pintura del Salón Murillo con la obra ‘Rojo sol altiplano’, La Paz.
- 2004, Premio ‘Obra de vida’ del Salón Murillo, La Paz.
- 2004, Premio Nacional de Cultura, La Paz.